# MAYU (ナレーター)
MAYU（まゆ、2月7日生）は、日本のナレーター、ラジオパーソナリティ、ライター。東京都世田谷区生まれ。成城大学文芸学部国文学科卒業。シグマ・セブン所属。

## 略歴
大学在学中に赤坂の飲食店でDJをはじめる。1999年、サンディに所属し、選曲・構成・ミキサーを兼ねるワンマンDJスタイルでラジオデビュー。フリーを経て、2004年にシグマ・セブンへ移籍。現在はナレーションを中心に活動。

## 人物
- 趣味は映画鑑賞（年300本）、食（ジュニア野菜ソムリエ、食生活アドバイザー2級、食品衛生責任者）。日本語検定2級。
- 大学時代、シドニーで7ヶ月間暮らしていた。

## 出演番組

### TVナレーション
NHK
- 新春ドラマチック！ヒロインが語るNHKドラマ

NHK BSプレミアム
- 世界ふれあい街歩き ちょっとお散歩
- ワラッチャオ!（メタホンのできるかな？天の声）

フジテレビ
- ユアタイム〜あなたの時間〜

テレビ朝日
- 池上彰のニュースそうだったのか!!

日本テレビ
- DON!

BS-TBS
- 毎日がスペシャル
- 満足気分

ムービープラス
- 速報！第87回アカデミー賞
- 日本独占！カンヌ映画祭授賞式ライブ

洋画★シネフィルイマジカ
- 浅草映画研究会

### 劇場版予告
・映画『ディストラクション・ベイビーズ』

### 有線プログラム
- サークルKサンクス（店内放送）
- キャンドゥ（店内放送）
- JOYFIT（館内放送）

### ラジオ番組
MUSIC BIRD
- Sunset Cafe
- JP TOP20
- SUPERSTATION

FM-FUJI
- MORNING EXPRESS
- SUPER TODAY FUJI

FM香川
- 山弦〜One More Music

J-WAVE
- THE BEATLES SPECIAL（レポーター）

アール・エフ・ラジオ日本
- New PORT JOCKEY

ラジオ関西
- JOBJOB放送室（アシスタント）